# Comtat d'Escuens
Escuens fou un pagus de Borgonya que va constituir un comtat al segle ix. La capital era Château-Chalon. El nom deriva de pagus Scotingorum o Scodingum, en francès Escuens que rebia el nom dels scotingis, un poble burgundi.
A la meitat del segle X el comte Letald II de Mâcon va prendre el poder als quatre comtats al nord-est del seu: el Varais, el Portois, el Amous i Escuens, que van quedar units a les seves mans per formar el comtat de Borgonya després conegut com a Franc Comtat.